# إرنست باول
إرنست باول (19 يناير 1861 في المملكة المتحدة - 29 مارس 1928 في المملكة المتحدة) (بالإنجليزية: Ernest Powell)‏ هو لاعب كريكت بريطاني وبريطاني (وحمل سابقاً جنسية المملكة المتحدة لبريطانيا العظمى وأيرلندا). لعب مع نادي مقاطعة سري للكريكت ‏ ونادي مقاطعة هامبشاير للكريكت ‏ ونادي مارليبون للكريكت ‏ ونادي جامعة كامبريدج للكريكيت ‏.

## وصلات خارجية
- إرنست باول على موقع إي آس بي آن كريك إنفو (الإنجليزية)